# Anna Stengade
Anna Stengade er en sangerinde fra Danmark. Søster til skuespilleren Stine Stengade.